# Mark Felton
Mark Felton (* 13. Mai 1974 in Colchester) ist ein britischer Historiker und Autor.

## Werdegang
Geboren und aufgewachsen in Colchester, besuchte er die dortige weiterführende und integrierte „Philip Morant Schule mit angeschlossenem Kollege“. Danach absolvierte er seinen Bachelor und Master und promovierte zum Historiker an der Universität von Essex im Jahre 2005. Von 2005 bis 2017 lehrte er zunächst in Shanghai später an der Fudan-Universität.
Nebenbei war er auch Freiwilliger der Kriegsveteranenorganisation Royal British Legion und organisierte mehrere Events in China. Premierminister David Cameron ersuchte Felton um Unterstützung des britischen Konsulats von Shanghai, bei der Wiederentdeckung der Gräber von vier britischen Soldaten, die 1937 von den Japanern getötet wurden. Dabei erhielt er ein Anerkennungszertifikat der Royal British Legion.
Felton trat in den Fernsehserien Combat Trains (The History Channel), Top Tens of Warfare (Quest TV) und Evolution of Evil (American Heroes Channel) als Experte für Militärgeschichte auf.
Im Jahre 2017 startete Felton seinen eigenen YouTube-Kanal, „Mark Felton Productions“, der zahlreiche historische Themen untersucht. 
Die Royal Historical Society verlieh Felton im Mai 2022 die Fellow-Mitgliedschaft.
Felton lebt mit Frau und Kind in Norwich.

## Auszeichnungen
- Anerkennungszertifikat der Royal British Legion
- Fellow der Royal Historical Society

## Publikationen
- Zero night, London, Icon, 2015
- Guarding Hitler, Barnsley, Pen & Sword, 2014